# Anwerbeabkommen zwischen der Bundesrepublik Deutschland und Italien

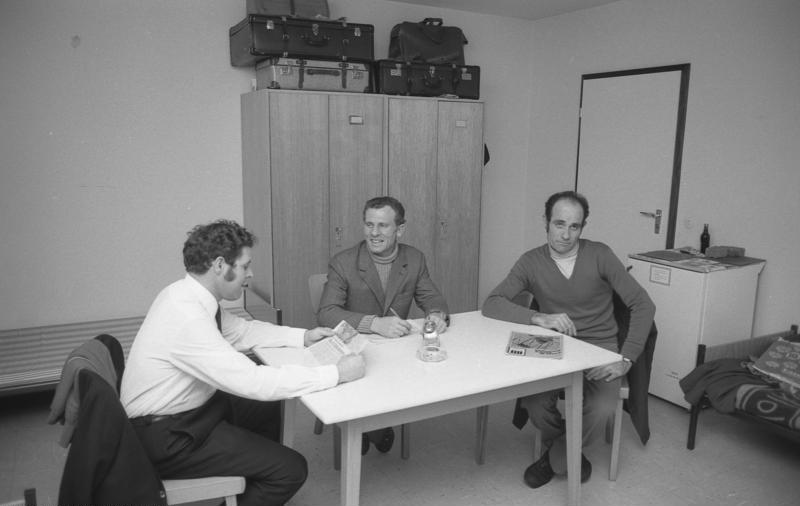
Italienische Gastarbeiter von Volkswagen in Wolfsburg, 1973

Die Vereinbarung über die Anwerbung und Vermittlung von italienischen Arbeitskräften nach der Bundesrepublik Deutschland war ein Anwerbeabkommen vom 20. Dezember 1955 (Kabinett Adenauer II), das die praktische Durchführung der Arbeitsvermittlung in Italien von der Anforderung der deutschen Betriebe über die Auswahl der Bewerber in Italien bis hin zu Anreise, Lohnfragen und Familiennachzug regelte. Es war das erste Abkommen seiner Art zwischen der Bundesrepublik und einem anderen Land.
Im Herbst 1953 warb die italienische Regierung erstmals in der Bundesrepublik Deutschland für die Aufnahme italienischer Arbeitnehmer. Auf diesem Weg sollte das Handelsbilanzdefizit Italiens gegenüber der Bundesrepublik Deutschland durch Überschüsse in der Übertragungsbilanz kompensiert werden, um die Leistungsbilanz Italiens der Bundesrepublik Deutschland gegenüber auszugleichen. Zunächst reagierte die Bundesregierung zurückhaltend auf das Angebot. Auf dem Weg zum ersten Anwerbeabkommen von 1955 gelang es dem Außenministerium, seinen Primat bei den Verhandlungen – zusätzlich zum Außenhandel – auch auf die Ausländerbeschäftigung auszudehnen und diesen Vorrang gegenüber dem Bundesarbeitsministerium zu behaupten. Die Gewerkschaften konnten durchsetzen, dass die angeworbenen Italiener nur zum üblichen Tariflohn beschäftigt werden durften. Während Westdeutschland nach Belgien, Frankreich, der Schweiz, Großbritannien, Luxemburg, den Niederlanden und der Tschechoslowakei sowie südamerikanischen und ozeanischen Ländern das letzte Land war, mit dem Italien ab 1945 bilaterale Anwerbeabkommen geschlossen hat, war dieses für die Bundesrepublik das erste. Das deutsch-italienische Anwerbeabkommen diente Deutschland als Vorbild für weitere bilaterale Anwerbeabkommen mit Spanien (1960), Griechenland (1960), Türkei (1961), Marokko (1963), Portugal (1964), Tunesien (1965) und Jugoslawien (1968).
Zunächst sollten die italienischen Saisonarbeiter für die Landwirtschaft und für das Hotel- und Gaststättengewerbe angeworben werden. Die Arbeitsverträge waren auf sechs oder zwölf Monate befristet. Aber bereits kurz nach Unterzeichnung des Abkommens reichten Betriebe aus allen Branchen, besonders Industrie und Bergbau, Vermittlungsaufträge für so genannte „Gastarbeiter“ ein. 
In den 1950er und 1960er Jahren kamen 67 % aller italienischen Migranten in Deutschland aus dem strukturschwachen Süditalien.
Die wirtschaftliche Rezession der Jahre 1966/67 ließ die Anwerbung zurückgehen. Die Ölkrise 1973 und die damit verbundene Wirtschaftsflaute führte am 23. November 1973 zum von der Bundesregierung beschlossenen generellen bzw. totalen Anwerbestopp, der sämtliche Anwerbeländer betraf.
Ungefähr vier Millionen Personen mit italienischer Staatsbürgerschaft sind seit 1955 nach Deutschland zugewandert. Das Jahr der größten Zuwanderung war 1965 mit ca. 270.000, in den 1980er und 1990er Jahren schwankte die Zuwanderung zwischen 30.000 und 50.000. Etwa 89 % der vier Millionen Migranten kehrten nach Italien zurück.  Die neuere Migrationsforschung plädiert dafür, diese Mehrheit der Arbeitsmigranten stärker in den Blick zu nehmen, auch wenn das Anwerbeabkommen zur Entstehung einer dauerhaften Gemeinschaft von Italienern in Deutschland führte.